# Heterolocha phoenicotaeniata
Heterolocha phoenicotaeniata là một loài bướm đêm trong họ Geometridae.